# Vivien Ann Schmidt

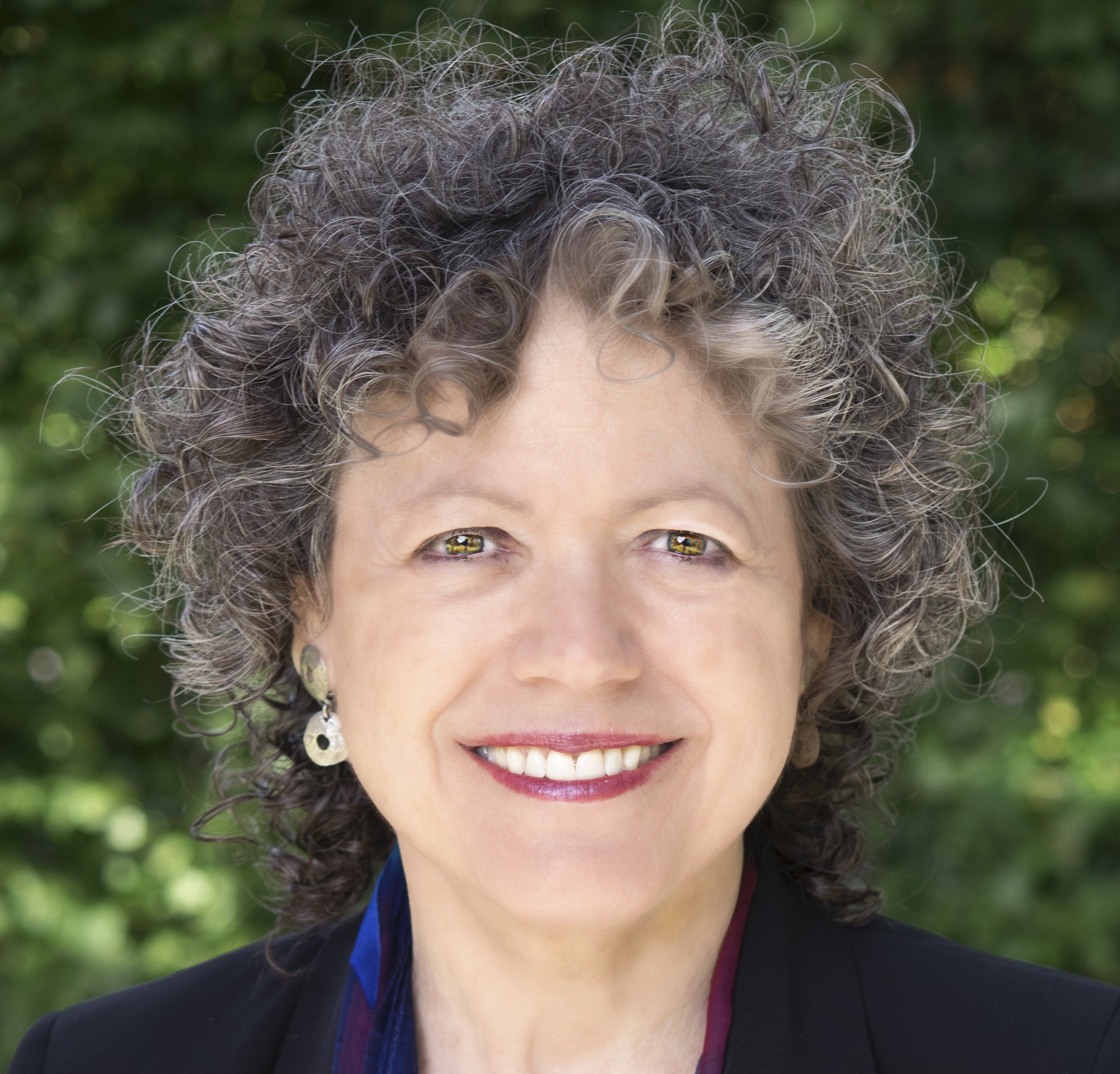
Vivian Ann Schmidt (2015)

Vivien Ann Schmidt (* 1949) ist eine US-amerikanische Politikwissenschaftlerin und Professorin an der Boston University. Ihre Forschungsschwerpunkte sind europäische politische Ökonomie, Institutionen, Demokratie und politische Theorie.
Schmidt machte das Bachelor-Examen in Politikwissenschaft 1971 am Bryn Mawr College und den Master-Abschluss 1973 an der University of Chicago. Dann studierte sie ein Jahr am Institut d’études politiques de Paris (Sciences Po). 1981 wurde sie an der University of Chicago zur Ph.D. promoviert. Bis 1998 lehrte und forschte sie an der University of Massachusetts Boston (1981–1987 als Assistant Professor, 1987–1993 als Associate Professor und dann als Professor of Political Science and Management). 1998 wechselte sie an die Boston University und wurde Professorin für Internationale Beziehungen, an 2001 auch Jean Monnet Professor of European Integration. Von 2001 bis 2008 war sie außerdem Gastprofessorin am Sciences Po in Paris. Weitere Aufenthalte als Gastforscherin oder Gastprofessorin hatte sie unter anderem am Otto-Suhr-Institut der Freien Universität Berlin, an der Copenhagen Business School, am Europäischen Hochschulinstitut in Florenz, an der University of Cambridge und der University of Oxford. Sie ist Chevallier der französischen Ehrenlegion. 2014 wurde Schmidt zum Mitglied der American Academy of Arts and Sciences gewählt.

## Schriften (Auswahl)
- Europe's crisis of legitimacy. Governing by rules and ruling by numbers in the Eurozone. Oxford University Press, Oxford (UK)/New York 2020, ISBN 978-0-19-879705-0.
- Democracy in Europe. The EU and national polities. Oxford University Press, Oxford 2006, ISBN 978-0-19-926697-5.
- The futures of European capitalism.  Oxford University Press, Oxford/New York 2002, ISBN 0-19-925367-6.
- From state to market? The transformation of French business and government. Cambridge University Press, Cambridge (UK)/New York 1996, ISBN 0-521-49742-6.
- Democratizing France. The political and administrative history of decentralization.  Cambridge University Press, Cambridge (UK)/New York 1990, ISBN 0-521-39156-3.